# Fonte Boa e Rio Tinto
Fonte Boa e Rio Tinto est une paroisse civile portugaise (en portugais : freguesia) de la municipalité d'Esposende dans le district de Braga. Elle est créée en 2013, par fusion des paroisses de Fonte Boa et Rio Tinto.

## Géographie
Fonte Boa e Rio Tinto se trouve au sud du Cávado, qui sert de frontière naturelle avec Gemeses.

## Histoire
La paroisse est créée par la loi no 11-A/2013 du 28 janvier 2013 portant réorganisation administrative du territoire des freguesias, en fusionnant les paroisses de Fonte Boa et Rio Tinto. Son nom officiel est União das Freguesias de Fonte Boa e Rio Tinto et son siège est fixé à Fonte Boa.

## Démographie
Lors du recensement de 2021, Fonte Boa e Rio Tinto compte 1 838 habitants.